# Magnus Ståhl
Karl Magnus Glehn Ståhl, född 15 mars 1968 i Jokkmokks församling i Norrbottens län, är en svensk militär.

## Biografi
Ståhl gjorde sin grundutbildning åren 1988–1989 som KB-elev på bandtraktorplutonen vid Bodens ingenjörregemente (Ing 3). Efter värnpliktsutbildningen läste han till reservofficer och tjänstgjorde som sommarbefäl. Ståhl tjänstgjorde vid Bodens ingenjörregemente sedermera Norrlands ingenjörbataljon fram till 2002, där han var krigsplacerad på brokompaniet, sedermera chef förbindelsebataljon. Åren 2002–2004 läste han chefsprogrammet vid Försvarshögskolan. Åren 2004–2007 var han chef för Lapplandsjägargruppen. Åren 2007–2009 var han chef för Försvarsmaktens vinterenhet. Åren 2014–2016 var han stabschef vid Artilleriregementet (A 9). Åren 2016–2019 tjänstgjorde han vid Högkvarteret. Den 3 juni 2019 tillträdde han som chef för Artilleriregementet (A 9). År 2022 blev han chef för Bodens artilleriregemente (A 8). År 2023 var han även artilleriinspektör. Den 12 september 2023 placerades Ståhl som Försvarsmaktsrepresentant vid Försvarsberedningen med ett förordnande längst till 30 april 2024.